# William Greaves (Astronom)
William Michael Herbert Greaves (* 10. September 1897 in Barbados; † 24. Dezember 1955 in Blackford, Edinburgh) war ein britischer Astronom.

## Leben
William Michael Herbert Greaves wurde am 10. September 1897 als einziger Sohn des Arztes Eustace C. Greaves auf Barbados geboren. Er besuchte dort von 1905 bis 1915 die Schule und bis 1916 das Codrington College. Er erhielt dann ein Stipendium am St John’s College in Cambridge, wo er 1919 in Mathematik und Astronomie abschloss und als Jahrgangsbester die Tyson-Medaille erhielt. Er forschte weiter in Cambridge und wurde 1922 zum Fellow des St John’s College ernannt.
Zunächst beschäftigte er sich mit mathematischen Problemen der klassischen Astronomie, etwa mit Spezialfällen des Dreikörperproblems oder bestimmten Differentialgleichungen.
Von 1924 bis 1938 war Greaves als Nachfolger von Harold Spencer Jones Hauptassistent am Royal Greenwich Observatory, wo er zum Astrophysiker wurde. Er arbeitete in der Spektralphotometrie und intensiv in einem seit 1926 groß angelegten Programm zur Bestimmung der Farbtemperaturen von Sternen. Ferner forschte er zu magnetischen Stürmen im Zusammenhang mit Sonnenflecken.
1938 trat Greaves die Nachfolge von Ralph Allen Sampson als Astronom an der University of Edinburgh an. Dort begann er am dortigen Observatorium mit der Ausmessung von Wasserstofflinien von Sternen der Typen O und B. Dieses Programm wurde durch den Zweiten Weltkrieg unterbrochen, das Observatorium konzentrierte sich auf die militärische Aufgabe der Bereitstellung von Zeitsignalen, und nach dem Krieg wieder aufgenommen. Die Forschungen unter Greaves wurden weiter ausgedehnt, hinzu kamen spektrograpfische Untersuchungen der Sonnenrotation, der Chromosphäre, von Flares und Protuberanzen. Ab 1947 stieß Mervyn A. Ellison mit weiteren Sonnenforschungen zum Team. Greaves verbesserte auch die instrumentelle Ausstattung, dazu zählte insbesondere das 1951 angeschaffte 16/24-Zoll Schmidt-Teleskop zur Sternphotometrie, das bis 2010 in Betrieb war.
1926 schloss Greaves die Ehe mit Caroline Grace Kitto, die ihn zusammen mit ihrem gemeinsamen Sohn überlebte. Am 24. Dezember 1955 starb William Michael Herbert Greaves im Alter von 58 Jahren.

## Ehrungen
- 1921 gewann Greaves den Smith-Preis.[6]
- Am 6. März 1939 wurde er zum Fellow der Royal Society of Edinburgh gewählt.[1]
- 1943 wurde er Fellow der Royal Astronomical Society, deren Präsident er von 1947 bis 1949 war.[2]
- Im Jahre 1976 benannte die International Astronomical Union den Mondkrater Greaves offiziell nach William Michael Herbert Greaves.[7]